# مارکو راس
مارکو راس (انگلیسی: Marco Russ؛ زادهٔ ۴ اوت ۱۹۸۵) بازیکن فوتبال اهل آلمان است.
از باشگاه‌هایی که در آن بازی کرده‌است می‌توان به باشگاه فوتبال وولفسبورگ و باشگاه فوتبال آینتراخت فرانکفورت اشاره کرد.